# Diagrama perceptual
Un diagrama perceptual es un representación gráfica de los aspectos que se asocian a una marca. La estructura del diagrama se basa en el análisis del contenido de las fuentes utilizadas en la investigación. Así por ejemplo, si se realiza un estudio de la reputación en línea de una marca, cada uno de los aspectos asociados a la marca en las diferentes páginas web, blogs, noticias, foros, comentarios de Facebook, tuits, etc., que han sido utilizadas en el análisis.
La representación sigue una metodología descriptiva que permite homogeneizar y comparar los resultados con otras marcas del sector.
A continuación puede verse esquema del diagrama perceptual.

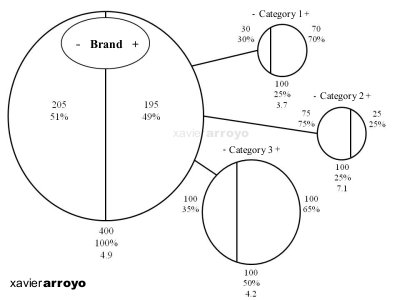

Las categorías o aspectos asociados a la marca aparecen representados proporcionalmente a la importancia de la categoría en el conjunto de fuentes analizadas. Por otro lado, en cada categoría se realiza una descripción de los comentarios positivos y negativos, así como la valoración media obtendia en el análisis.
- Datos: Q5805046